# Way Back into Love
"Way Back into Love" (tạm dịch: Trở lại với tình yêu) là một bài hát nhạc pop do Adam Schlesinger sáng tác làm nhạc nền cho bộ phim hài lãng mạn Music and Lyrics. Trong phim, bài hát do tự hai diễn viên chính là Hugh Grant và Drew Barrymore hát; và đây cũng là bản demo của bài hát này. Bản hoàn chỉnh do Hugh Grant và Haley Bennett thể hiện.
Tuy bài hát không được phát hành thành CD, nhưng vẫn được ưa thích ở nhiều nước châu Á. Bài đã đứng vị trí quán quân trong Hong Kong Airplay Chart  Lưu trữ ngày 11 tháng 10 năm 2007 tại Wayback Machine, vị trí thứ 5 trong Japan Tokyo Hot 100  và Singapore Airplay Chart  Lưu trữ ngày 18 tháng 1 năm 2008 tại Wayback Machine, vị trí thứ 11 trong South Korea Airplay Chart . Thậm chí đã có các phiên bản lời tiếng Quan thoại, tiếng Triều Tiên và tiếng Bồ Đào Nha Brasil. Bản tiếng Quan thoại có tên bài là 回至愛 (Hồi chí ái).